# Philadelphus reevesianus
Philadelphus reevesianus är en hortensiaväxtart som beskrevs av Shiu Ying Hu. Philadelphus reevesianus ingår i släktet schersminer, och familjen hortensiaväxter. Inga underarter finns listade i Catalogue of Life.